# Machagai
Machagai – miasto w Argentynie, w prowincji Chaco, stolica departamentu Veinticinco de Mayo.
Według danych szacunkowych na rok 2010 miejscowość liczyła 21 997 mieszkańców.